# 吉芙蒂·门萨
吉芙蒂·门萨（英語：Gifty Mensah，1998年10月7日—），加納女子羽毛球運動員。

## 簡歷
2015年10月，吉芙蒂·门萨出戰尼日利亞羽毛球國際賽，與丹尼尔·山姆合作拿得混合雙打比賽亞軍。

## 主要比賽成績
只列出曾進入準決賽的國際賽事成績：
| 年份   | 賽事                 | 公開賽級別 | 項目     | 搭檔               | 成績 |
| ------ | -------------------- | ---------- | -------- | ------------------ | ---- |
| 2015年 | 尼日利亞羽毛球國際賽 | 國際系列賽 | 混合雙打 | 丹尼尔·山姆        | 亞軍 |
| 2016年 | 羅斯希爾羽毛球國際賽 | 未來系列賽 | 混合雙打 | 埃马纽埃尔·尤·唐科 | 亞軍 |
| 2016年 | 非洲羽毛球團體錦標賽 | 其他       | 女子團體 | －                 | 季軍 |

| 2007-2017年 | 首要超級賽 | 超級賽 | 黃金大獎賽 | 大獎賽 | 國際挑戰賽 | 國際系列賽 | 未來系列賽 | 其他 |

| 2018-2026年 | 總決賽 | 超級1000賽 | 超級750賽 | 超級500賽 | 超級300賽 | 超級100賽 | 國際挑戰賽 | 國際系列賽 | 未來系列賽 | 其他 |